# Anna Ali
Anna Hadija Ali (29 de diciembre de 1966, 6 de junio de 2012) fue una Hermana Religiosa keniata de la "Unión de las Hijas Pías de Jesús el Buen Pastor", conocida por afirmar haber estado en contacto directo con Jesucristo por medio de supuestas visitas personales entre 1987 y 1991.

## Biografía
Nació en 1966 en una familia de padre musulmán y madre católica en Kenia, pero no fue bautizada hasta 1979. Recibió una educación insuficiente debido a sus problemas de salud, pues sufría continuas hemorragias en manos y pies.  Mientras estuvo en la escuela, Ali guardó en secreto su deseo de ser religiosa, declarando más tarde que la mala salud es una de las restricciones para ingresar a una congregación religiosa en Kenia. Estaba convencida de que podría ser sanada por el arzobispo Emmanuel Milingo, que era un controvertido sanador en la fe, así como prelado de la Iglesia católica. Ali acudió a verlo durante sus visitas a Nairobi en 1983. Más adelante declaró haber sido sanada a través de la oración del arzobispo.
Ali fue una de las primeras mujeres en ingresar a la congregación de las hijas de Jesús, que fue fundada por Milingo. Tomó sus votos el 7 de septiembre de 1991 en la capilla del monasterio de la Orden de la Visitación en Roma, Italia.
Hasta su muerte vivió en la residencia del Obispo Cornelius Korir de Eldoret, Kenia, donde compartió su experiencia mística con otros miembros de la comunidad: el mismo Obispo Cornelius Korir y el hermano religioso y místico Sergio Pérez Estrada, entre otros. La hermana Anna continuó experimentando visitas semanales de Jesús y llorando lágrimas de sangre en las noches de los miércoles, de acuerdo con el testimonio de diferentes personas.

## Declaración de visitas personales
En agosto de 1987, en la residencia del arzobispo Emmanuel Milingo, se dice que Jesucristo se presentó por primera vez a la hermana Anna. Ella declaró visitas continuas, siendo célebre aquella de la Fiesta de Corpus Christi de 1988, en la que Jesús supuestamente apareció en lágrimas de sangre y:
Vino con su propia luz. Estaba envuelto en una luz que tenía la intensidad del cielo azul. Su presencia iluminó la habitación entera. Vestía una túnica roja (el color de la sangre), con amplias mangas. Tenía cabello negro brillante. Él me dio unos mensajes de su propia instrucción, los cuales yo empecé a escribir... El primer mensaje fue escrito el 8 de septiembre de 1987.
Después de este acontecimiento, se dice que continuaron sucediendo visitas más personales, en las cuales revelaciones divinas, (que han sido escritas, documentadas y estudiadas) insisten en lo siguiente y que ya sucede en la sociedad:
- La traición de la humanidad, y la perdición de las almas a través de amores pecaminosos y dinero.

- Que el tiempo es grave y las advertencias no son escuchadas.

- El demonio ha aprisionado las almas.

### Evidencia fotográfica
Quizás una de las más estremecedoras evidencias de las declaraciones de la hermana Anna es una fotografía en que se afirma que muestra a Jesús durante una de sus visitas. En revelaciones subsecuentes, se dice que Jesús dio razones para hacerse visible, incluyendo las siguientes:
- "Escúchenme. Yo estoy por sobre esta tierra. Permito que me vean después de muchas advertencias".

- "Me hago visible para traer a las almas de regreso a mí".

- "Amo a la humanidad y me hago visible para dar mis advertencias de misericordia".

- "Muchos no me escuchan porque no creen realmente en mí".

### Conferencia y reacción pública
El 15 de febrero de 1994 la hermana Ali, con Milingo, mantuvo una conferencia de prensa en Roma, donde hizo un recuento de sus experiencias y mostró la evidencia fotográfica. Los medios europeos cubrieron el evento, incluyendo el tabloide británico News of the World. Sus declaraciones sobre estas revelaciones privadas tienen aún que ser aceptadas por la Iglesia Católica.